# Liste der diplomatischen Vertretungen in Schweden

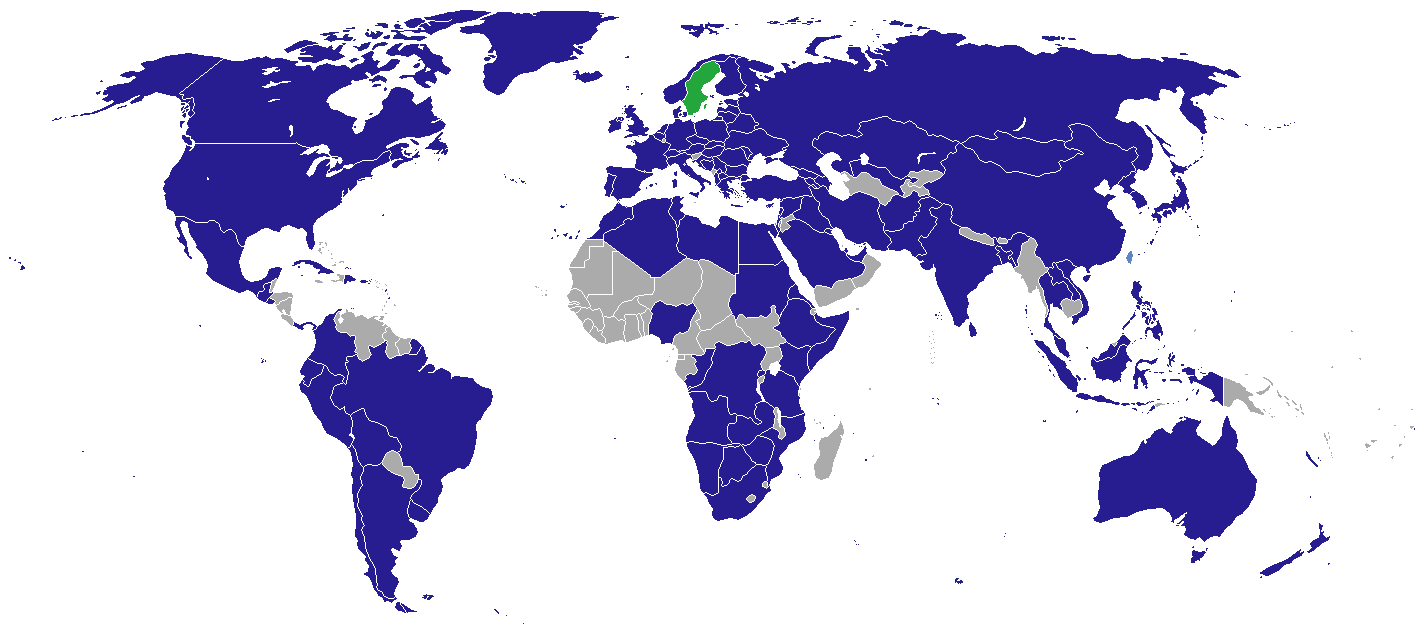
Staaten mit einer Botschaft in Schweden

Die Liste der diplomatischen Vertretungen in Schweden führt Botschaften und Konsulate auf, die im 
europäischen Staat Schweden eingerichtet sind.

## Botschaften in Stockholm
108 Botschaften sind in Schwedens Hauptstadt Stockholm eingerichtet (Stand 2019).

### Staaten
- Afghanistan: Botschaft
- Albanien: Botschaft
- Algerien: Botschaft
- Angola: Botschaft
- Argentinien: Botschaft
- Armenien: Botschaft
- Australien: Botschaft
- Österreich: Botschaft
- Aserbaidschan: Botschaft
- Bangladesch: Botschaft
- Belarus: Botschaft
- Belgien: Botschaft
- Bolivien: Botschaft
- Bosnien und Herzegowina: Botschaft
- Botswana: Botschaft
- Brasilien: Botschaft
- Bulgarien: Botschaft
- Kanada: Botschaft
- Chile: Botschaft
- Volksrepublik China: Botschaft
- Kolumbien: Botschaft
- Republik Kongo: Botschaft
- Demokratische Republik Kongo: Botschaft
- Kroatien: Botschaft
- Kuba: Botschaft
- Zypern: Botschaft
- Tschechien: Botschaft
- Dänemark: Botschaft
- Dominikanische Republik: Botschaft
- Ecuador: Botschaft
- Ägypten: Botschaft
- El Salvador: Botschaft
- Eritrea: Botschaft
- Estland: Botschaft
- Äthiopien: Botschaft
- Finnland: Botschaft
- Frankreich: Botschaft
- Georgien: Botschaft
- Deutschland: Botschaft
- Griechenland: Botschaft
- Guatemala: Botschaft
- Ungarn: Botschaft
- Island: Botschaft
- Indien: Botschaft
- Indonesien: Botschaft
- Iran: Botschaft
- Irak: Botschaft
- Irland: Botschaft
- Israel: Botschaft
- Italien: Botschaft
- Japan: Botschaft
- Kasachstan: Botschaft
- Kenia: Botschaft
- Kosovo: Botschaft
- Kuwait: Botschaft
- Laos: Botschaft
- Lettland: Botschaft
- Libanon: Botschaft
- Libyen: Botschaft
- Litauen: Botschaft
- Malaysia: Botschaft
- Mexiko: Botschaft
- Moldau: Botschaft
- Mongolei: Botschaft
- Marokko: Botschaft
- Mosambik: Botschaft
- Namibia: Botschaft
- Niederlande: Botschaft
- Neuseeland: Botschaft
- Nicaragua: Botschaft
- Nigeria: Botschaft
- Nordkorea: Botschaft
- Nordmazedonien: Botschaft
- Norwegen: Botschaft
- Pakistan: Botschaft
- Palästina: Botschaft
- Panama: Botschaft
- Paraguay: Botschaft
- Peru: Botschaft
- Polen: Botschaft
- Portugal: Botschaft
- Katar: Botschaft
- Rumänien: Botschaft
- Russland: Botschaft
- Ruanda: Botschaft
- Saudi-Arabien: Botschaft
- Serbien: Botschaft
- Slowakei: Botschaft
- Südafrika: Botschaft
- Südkorea: Botschaft
- Spanien: Botschaft
- Sri Lanka: Botschaft
- Sudan: Botschaft
- Schweiz: Botschaft
- Syrien: Botschaft
- Tansania: Botschaft
- Thailand: Botschaft
- Tunesien: Botschaft
- Türkei: Botschaft
- Ukraine: Botschaft
- Vereinigte Arabische Emirate: Botschaft
- Vereinigtes Königreich: Botschaft
- Vereinigte Staaten: Botschaft
- Uruguay: Botschaft
- Vietnam: Botschaft
- Sambia: Botschaft
- Simbabwe: Botschaft

### Andere Vertretungen
- Europäische Union
- Taiwan
- Vatikanstadt
- Somaliland

## Konsulate in Schweden
- Chile (Göteborg)
- Volksrepublik China (Göteborg)
- Russland (Göteborg)